# Miss Ecuador
Miss Ecuador es un concurso de belleza nacional en Ecuador dirigido por María del Carmen de Aguayo, titular de la marca registrada en el SENADI. La actual Miss Ecuador es Eunice Rivadeneira Bermeo, tras ganar el certamen el 18 de agosto de 2024.
A partir de 2024, la ganadora representará al país en el Miss Internacional, luego de que la franquicia de Miss Universo dejara de pertenecer a la Organización Miss Ecuador.

## Franquicias

### Franquicias actuales
El certamen Miss Ecuador que inició su primera edición en 1930, tuvo hasta 2023, la designación de la representante de Ecuador en Miss Universo el cual lo otorgaba ininterrumpidamente desde 1975 a la ganadora del certamen Miss Ecuador, cabe recalcar que no siempre la ganadora de Miss Ecuador fue a Miss Universo, ya que años posteriores a 1975 en algunas ocasiones también fueron a Miss Mundo, Miss Internacional y Miss Maja Internacional. La organización elige a Miss Ecuador, quien a partir de 2024, representará a Ecuador en Miss Internacional y sus finalistas designadas a otros certámenes como Miss Charm, Miss Continentes Unidos, Miss Global, Reina Hispanoamericana, entre otros.

### Franquicias anteriores
En 1991 se crea un nuevo certamen organizado por canal 10, el cual eligió a la Miss Mundo Ecuador este tendría dos ediciones en 1991 y 1992, a partir de 1993 hasta 1997 canal 10 elegirían la representante al Miss Mundo mediante casting, luego en 1998 hasta el 2012 fue nuevamente la Organización Miss Ecuador quien enviará a la primera finalista del su certamen al Miss Mundo. A partir de 2013 nuevamente la franquicia de Miss Mundo dejó de pertenecer a la Organización Miss Ecuador, esto daría paso a la creación de un nuevo certamen Miss World Ecuador que pasó a llamarse Concurso Nacional de Belleza Ecuador en 2020, el cual elegiría a su ganadora como representante de Ecuador en Miss World y a sus finalistas a otros certámenes como Miss Supranacional, Miss Grand Internacional, Miss Intercontinental, entre otras franquicias que pertenecieron a la Organización Miss Ecuador.
También cabe recalcar que varias ocasiones finalistas del certamen Miss Ecuador fueron también designadas como representantes de Ecuador en Miss Earth, pero desde 2017 Miss Earth Ecuador cuenta con su propio certamen para elegir la representante ecuatoriana a Miss Tierra.
En diciembre de 2023, la franquicia de Miss Universo deja de pertenecer a la Organización Miss Ecuador dirigida por María del Carmen de Aguayo, surgiendo un nuevo concurso llamado Miss Universo Ecuador bajo la dirección de Tahiz Panus, representante del Concurso Nacional de Belleza Ecuador, quien será la responsable de organizar el evento que elegirá a la representante de Ecuador en Miss Universe.

## Portadoras del título
La actual Miss Ecuador es Eunice Rivadeneira.
La siguiente tabla muestra las últimas cinco portadoras del título Miss Ecuador.

## Listado
| Año  | Ganadora                         | Representación | Certamen Internacional  | Posición/Premio |
| 2020 | Leyla Shuken Espinoza Calvache   | Quevedo        | Miss Universo 2020      |                 |
| 2021 | Susy Valeria Sacoto Mendoza      | Portoviejo     | Miss Universo 2021      |                 |
| 2022 | Nayelhi Alejandra González Ulloa | Esmeraldas     | Miss Universo 2022      |                 |
| 2023 | Delary Georgette Stoffers Villón | Guayaquil      | Miss Universo 2023      |                 |
| 2024 | Eunice Rivadeneira               | Guayaquil      | Miss Internacional 2025 |                 |

## Representación internacional
Desde el 2024 la ganadora del certamen nacional Miss Ecuador será quien nos represente en el certamen internacional Miss Internacional, que se realiza en Japón.

### Miss Internacional Ecuador
: Declarada como ganadora
     : Terminó como finalista
     : Terminó como una de las semifinalistas o cuartofinalistas
     : Terminó como ganadora de premios especiales
Antes de 2013, la segunda finalista solía competir en Miss Internacional. Desde 2013 la primera finalista de Miss Ecuador representa a su país en el Miss Internacional.
| Año                                                                              | Representación                          | Miss Internacional Ecuador            | Posición                | Premios especiales             |
| 2024                                                                             | Quito                                   | Paulette Cajas Vela                   | Por competir            |                                |
| 2023                                                                             | Guayaquil                               | Tatiana Georgette Kalil Roha          | No clasificó            |                                |
| 2022                                                                             | Comunidad ecuatoriana en Estados Unidos | Valeria Gutiérrez Pinto               | No clasificó            | - Miss Fotogénica              |
| Debido al impacto de la pandemia de COVID-19, no hubo concurso entre 2020 y 2021 |                                         |                                       |                         |                                |
| 2019                                                                             | Quito                                   | Alegría María Tobar Cordovés          | No clasificó            |                                |
| 2018                                                                             | Guayaquil                               | Michelle Nathalie Huet Rodríguez      | Top 8                   | - Mejor Traje Nacional         |
| 2017                                                                             | Manabí                                  | Jocelyn Daniela Mieles Zambrano       | Top 8                   |                                |
| 2016                                                                             | El Oro                                  | Ivanna Fiorella Abad Vásquez          |                         | - Miss Internacional América   |
| 2016                                                                             | Guayaquil                               | Bianka Yamel Fuentes Dieb             | Renunció                |                                |
| 2015                                                                             | Azuay                                   | Daniela Armijos Cordero               | No clasificó            |                                |
| 2014                                                                             | Santa Elena                             | Carla Daniela Prado Thoret            | No clasificó            |                                |
| 2013                                                                             | Guayaquil                               | Nathaly Arroba Hurtado                | Top 15                  |                                |
| 2012                                                                             | Santo Domingo                           | Tatiana Katherine Loor Hidalgo        | No clasificó            |                                |
| 2011                                                                             | Pichincha                               | María Fernanda Cornejo Alfaro         | Miss Internacional 2011 | - Miss Estatura - Miss Belleza |
| 2010                                                                             | Loja                                    | Andrea Ivonne Suárez Melgar           | No clasificó            |                                |
| 2009                                                                             | Pichincha                               | Isabella Chiriboga Valdivieso         | No clasificó            |                                |
| 2008                                                                             | Guayaquil                               | Jennifer Stephannie Pazmiño Saldaña   | Top 12                  |                                |
| 2007                                                                             | Esmeraldas                              | Jéssica Maena Ortiz Campos            | No clasificó            |                                |
| 2006                                                                             | Pichincha                               | Denisse Elizabeth Rodríguez Quiñónez  | No clasificó            |                                |
| 2005                                                                             | Guayaquil                               | Bianca María Salame Avilés            | No clasificó            |                                |
| 2004                                                                             | Guayaquil                               | Irene Andrea Zunino García            | No clasificó            |                                |
| 2003 no se envío representante                                                   |                                         |                                       |                         |                                |
| 2002                                                                             | Pichincha                               | Isabel Cristina Ontaneda Pinto        | No clasificó            |                                |
| No se compitió entre 1973 y 2001                                                 |                                         |                                       |                         |                                |
| 1972                                                                             | Manabí                                  | Lucía del Carmen Fernández Avellaneda | No clasificó            | - Mejor Traje Nacional         |
| 1971                                                                             | Pichincha                               | Susana Castro Jaramillo               | No clasificó            |                                |
| 1970                                                                             | Pichincha                               | Lourdes Hernández                     | Top 15                  |                                |
| 1969                                                                             | Guayas                                  | Alexandra Swanberg Viteri             | No clasificó            |                                |
| 1968                                                                             | Portoviejo                              | Enriqueta Valdéz Fuentes              | No clasificó            |                                |
| 1967                                                                             | Guayaquil                               | Laura Elena Baquero Palacios          | No clasificó            |                                |
| En 1966 el concurso fue cancelado                                                |                                         |                                       |                         |                                |
| 1965                                                                             | Guayaquil                               | María Eugenia Mosquera Bañados        | No clasificó            |                                |
| 1964                                                                             | Manabí                                  | María Agustina Mendoza Vélez          | No clasificó            |                                |
| 1963                                                                             | Guayaquil                               | Tania Valle Moreno                    | No clasificó            |                                |
| 1962                                                                             | Guayaquil                               | Margarita Arosemena Gómez             | Top 15                  |                                |
| 1961                                                                             | Guayaquil                               | Elaine Nina Ortega Hougen             | No clasificó            |                                |
| 1960                                                                             | Pichincha                               | Magdalena Dávila Varela               | No clasificó            |                                |

## Escalafón
En el siguiente cuadro se muestran los territorios que han ganado el título de Miss Ecuador en orden de mayor a menor.
| Representación | Títulos | Años ganados |
| -------------- | ------- | --- |
| Guayaquil      | 40      | 1930, 1955, 1956, 1957, 1959, 1962, 1963, 1965, 1967, 1968, 1969(*), 1970(*), 1971(*), 1975, 1976, 1978, 1979, 1981, 1982, 1984, 1985, 1988, 1989, 1990, 1991, 1992, 1993, 1994, 2000, 2001, 2003, 2006, 2008, 2010, 2012, 2015, 2017, 2019, 2023, 2024. |
| Pichincha      | 15      | 1960, 1961, 1966, 1971(*), 1972(*), 1986, 1987, 1996, 1997, 1999, 2002, 2004, 2005, 2007, 2013. |
| Portoviejo     | 5       | 1983, 2009, 2014, 2018, 2021. |
| Manabí         | 3       | 1964, 1977, 1995. |
| Quito          | 2       | 1969(*), 1972(*) |
| Guayas         | 2       | 1969(*), 1974. |
| Chimborazo     | 1       | 1958. |
| Jipijapa       | 1       | 1970(*). |
| Azuay          | 1       | 1973. |
| El Oro         | 1       | 1980. |
| Milagro        | 1       | 1998. |
| Galápagos      | 1       | 2011. |
| Los Ríos       | 1       | 2016. |
| Quevedo        | 1       | 2020. |
| Esmeraldas     | 1       | 2022. |

## Ediciones
- En los años 1970, 1971, y 1972 que se llevaron a cabo en cada año dos ediciones del certamen Miss Ecuador.

| - 1930 - 1955 - 1956 - 1957 - 1958 - 1959 - 1960 | - 1961 - 1962 - 1963 - 1964 - 1965 - 1966 - 1967 - 1968 - 1969 - 1970 | - 1971 - 1972 - 1973 - 1974 - 1975 - 1976 - 1977 - 1978 - 1979 - 1980 | - 1981 - 1982 - 1983 - 1984 - 1985 - 1986 - 1987 - 1988 - 1989 - 1990 | - 1991 - 1992 - 1993 - 1994 - 1995 - 1996 - 1997 - 1998 - 1999 - 2000 | - 2001 - 2002 - 2003 - 2004 - 2005 - 2006 - 2007 - 2008 - 2009 - 2010 | - 2011 - 2012 - 2013 - 2014 - 2015 - 2016 - 2017 - 2018 - 2019 - 2020 | - 2021 - 2022 - 2023 - 2024 - 2025 |